# Kościół Narodzenia Najświętszej Maryi Panny w Dębiu
Kościół Narodzenia Najświętszej Maryi Panny – rzymskokatolicki kościół parafialny położony przy ulicy Wiejskiej 6 w Dębiu. Świątynia należy do parafii Narodzenia Najświętszej Maryi Panny w Dębiu w dekanacie Ozimek, diecezji opolskiej.

## Historia kościoła
Prawdopodobnie już w 1070 roku w Dębiu został wybudowany drewniany kościół. W 1618 roku zbudowany zostaje kościół murowany. W 1906 roku, podczas pożaru, kościół zostaje zniszczony, uratowano wówczas 400-letnią figurkę z lipowego drewna przedstawiająca Matkę Boską z Dzieciątkiem. Obecny kościół zbudowano w latach 1909–1910 w stylu neobarokowym. Kościół został konsekrowany w 1916 roku.